# Geotermalna energija vulkana i gejzira
Geotermalna energija je čist i obnovljiv izvor energije koji se odnosi na toplinske izvore u Zemljinoj jezgri. Geotermalni resursi nalaze se u širokom spektru dubina, od plitkih površinskih do više kilometara dubokih rezervoara vruće vode i pare koja se može dovesti na površinu i iskoristiti. U prirodi se geotermalna energija najčešće pojavljuje u formi vulkana, izvora vruće vode i gejzira. Geotermalnu energiju možemo koristiti za proizvodnju električne energije i za grijanje.

## Geotermalna energija
Riječ geotermalno ima porijeklo u dvjema grčkim riječima geo (zemlja) i therme (toplina) i znači toplina zemlje, pa se prema tome toplinska energija Zemlje naziva još i geotermalna energija. Toplina u unutrašnjosti Zemlje rezultat je formiranja planeta iz prašine i plinova prije više od četiri milijarde godina, a radioaktivno raspadanje elemenata u stijenama kontinuirano regenerira tu toplinu, pa je prema tome geotermalna energija obnovljivi izvor energije. Osnovni medij koji prenosi toplinu iz unutrašnjosti na površinu je voda ili para, a ta komponenta obnavlja se tako da se voda od kiša probija duboko po raspuklinama i tamo se onda zagrijava i cirkulira natrag prema površini, gdje se pojavljuje u obliku gejzira i vrućih izvora.

### Zemljina kora
Vanjska kruta kora Zemlje duboka je od pet do 50 kilometara i sastavljana je od stijena. Tvari iz unutarnjeg sloja neprestano izlaze na površinu kroz vulkanske otvore i pukotine na dnu oceana. Ispod kore nalazi se omotač i on se proteže do dubine od 2900 kilometara, a sačinjen je od spojeva bogatih željezom i magnezijem. Ispod svega toga nalaze se dva sloja jezgre – tekući sloj i kruti sloj u samoj jezgri planeta. Polumjer Zemlje je otprilike 6378 kilometara, i nitko zapravo ne zna što se točno nalazi u unutrašnjosti, sve navedeno su zapravo znanstvene pretpostavke izgleda unutrašnjosti planeta. Te pretpostavke temelje se na eksperimentima u uvjetima visokog tlaka i velikih temperatura.
Spuštanjem kroz vanjski sloj Zemlje, tj. koru temperatura raste otprilike 17 °C do 30 °C po kilometru dubine (50 – 87 °F po milji dubine). Ispod kore nalazi se omotač koji je sastavljen od djelomično rastopljenih stijena i temperatura tog omotača je između 650 i 1250 °C (1200 – 2280 °F). U samoj jezgri Zemlje temperature bi po nekim procjenama mogle biti između 4000 i 7000 °C (7200 – 12600 °F). Budući da toplina uvijek prelazi s toplijih dijelova na hladnije, toplina iz unutrašnjosti Zemlje prenosi se prema površini i taj prijenos topline glavni je pokretač tektonskih ploča. Na mjestima gdje se spajaju tektonske ploče može doći do propuštanja magme u gornje slojeve i ta magma se tada hladi i stvara novi sloj zemljine kore. Kad magma dođe do površine može stvoriti vulkane, ali većinom ostaje ispod površine te tvori ogromne bazene i tu se počinje hladiti, a taj proces traje od 5000 godina do milijun godina. Područja ispod kojih se nalaze ovakvi bazeni magme imaju visok temperaturni gradijent, tj. temperatura raste vrlo brzo povećanjem dubine i takva područja izuzetno su pogodna za iskorištavanje geotermalne energije.

### Resursi geotermalne energije
Potencijal geotermalne energije je ogroman, ima je 50000 puta više od sve energije koja se može dobiti iz nafte i plina širom svijeta. Geotermalni resursi nalaze se u širokom spektru dubina, od plitkih površinskih do više kilometara dubokih rezervoara vruće vode i pare koja se može dovesti na površinu i iskoristiti. U prirodi se geotermalna energija najčešće pojavljuje u formi vulkana, izvora vruće vode i gejzira. U nekim zemljama se geotermalna energija koristi već tisućljećima u obliku toplica odnosno rekreacijsko-ljekovitog kupanja. No razvoj znanosti nije se ograničio samo na područje ljekovitog iskorištavanja geotermalne energije već je iskorištavanje geotermalne energije usmjerio i prema procesu dobivanja električne energije te grijanju kućanstava i industrijskih postrojenja. Grijanje zgrada i iskorištavanje geotermalne energije u procesu dobivanja struje, glavni su ali ne i jedini načini iskorištavanja te energije. Geotermalna energija također se može iskoristiti i u druge svrhe kao što su primjerice u proizvodnji papira, pasterizaciji mlijeka, plivačkim bazenima, u procesu sušenja drveta i vune, planskom stočarstvu, te za mnoge druge svrhe.

### Prednosti geotermalne energije
1. Obnovljivi izvor: Geotermalna energija dolazi iz zemljine jezgre, te će biti dostupna sve dok Zemlja postoji za razliku od fosilnih goriva koja imaju svoj rok trajanja.

2. Mali utjecaj na okoliš: U svim aspektima proizvodnje i korištenja nema većih negativnih utjecaja na okoliš. Kada je riječ o procesu razvoja, geotermalna energija je praktički potpuno bez emisije štetnih plinova. Iskorištavanje geotermalne energije nije 100% bez emisije štetnih plinova, jer geotermalne bušotine puštaju male količine stakleničkih plinova zarobljenih duboko u Zemljinoj jezgri. Ipak, ova količina stakleničkih plinova je zanemariv u odnosu na emisije stakleničkih plinova nastalih izgaranjem fosilnih goriva.

3. Nisu potrebna goriva: ne postoji apsolutno nikakva potreba za rudarstvo ili prijevoz vezan uz proces.

4. Obilje energije: nema nestašice ili druge vrste problema koji se ponekad javljaju s drugim vrstama energije.

5. Značajne uštede: veliki je porast u broju kuća koji žele koristiti geotermalnu energiju za grijanje i hlađenje. U početku se to može činiti skupo, ali 30-60% uštede na grijanju i 25-50% uštede na hlađenje može pokriti taj trošak u roku od nekoliko godina. Geotermalna toplinska pumpa može vam pomoći uštedjeti dovoljno novca za troškove energije.

### Nedostaci geotermalne energije
1. Udaljenost od izvora: glavna odredišta su često daleko od naseljenih područja.

2. Visoki početni troškovi:.Za prosječnu veličinu kuće, ugradnja geotermalnih toplinskih pumpi košta između $ 10,000 - $ 20,000.

3. Troškovi napajanje pumpe: Geotermalne toplinske pumpe i dalje trebaju izvor energije koji ih može pokrenuti.

4. Površina nestabilnost: Geotermalna energija poznata je po izazivanju potresa zbog toga što izgradnja geotermalne elektrane može izmijeniti strukturu tla. Hidraulično bušenje je sastavni dio izgradnje velikog i efikasnog sustava geotermalne energije koji može biti okidač za potrese.

5. Ekološki problemi: veliki broj različitih spojeva ide u zrak, vodu i tlo kao rezultat procesa, uključujući i sumporni dioksid koji može biti opasan za okoliš ako nismo oprezni.

6. Visoke temperature: Proces je složen; bušenje zagrijane stijene je izuzetno problematično. Kako bi geotermalni proces započeo, potrebno je pronaći područje temperature barem 177 oC, inače proces neće ići prema zadanome planu.

## Vulkanska područja
Ispod Zemljine kore, postoji sloj vrućih i rastaljenih stijena koje zovemo magma. Toplina se u ovom sloju neprestano proizvodi, uglavnom raspadom prirodno radioaktivnih materijala kao što su uran i kalij. U vulkanskim područjima vruće stijene mogu zagrijati vodu koja se diže na površinu kao vruća voda i para. Ovdje se para može se koristiti za pogon turbina i generatora za struju. Vulkanska područja izrazito su pogodna za stvaranje gejzira. Toplina unutrašnjosti Zemlje, koja je jako blizu površini daje visoku temperaturu vodi na dubini 1 km, oko 280°C. Ona osigurava struju i energiju za tvornice, grije kuće i staklenike, a u glavnom gradu Reykjaviku grije i staze koje u zimi ostaju bez leda. U Plavoj laguni na Islandu voda koja se ispušta iz elektrane s temperaturom od oko 37-39 ° C puna je morske soli, plavo zelenih algi, sumpora i bijelog silicija te mnogih drugih minerala, a ima terapeutska svojstva i ugodna je za kupanje.  Za Island ovi gejziri imaju još jednu pozitivnu stranu; oni su postali turistička atrakcija.

### Vruće stijene
Na nekim mjestima stijene su vruće ali se se vruća voda i para ne dižu do površine. U tom slučaju mogu se raditi duboke bušotine do vruće stijene te hladnu vodu pumpati dolje. Voda teče kroz pukotine u stijenama i zagrijava se. Na površinu se vraća kao vruća vode i para gdje se može koristiti njena energija za pogon turbina i generatora za struju.

## Gejziri

### Općenito
Gejzir je geotermalni izvor na površini zemlje koji uglavnom neočekivano izbacuje kipuću vodu ili paru u zrak. U svijetu je poznato više od 1000 gejzira od kojih se 50% nalazi na teritoriju SAD-a, a nalaze se uglavnom na vulkansko aktivnim područjima. Najpoznatiji američki gejzir zove se Old Faithful smješten u Nacionalnom parku Yellowstone u američkoj saveznoj državi Wyoming. Njegove erupcije su uobičajena pojava i pojavljuju se otprilike svakih 60-ak minuta. Ostali poznati gejziri su : Dolina Gejzira (poluotok Kamčatka, Rusija, Azija), El Tatio, (Čile, Južna Amerika), Vulkansko područje Taupo (Sjeverni otok, Novi Zeland, Oceanija), Haukadalura (Island, Europa) te ostali manji. Generalno među ljudima najpoznatiji su gejziri na Islandu. Toplina potrebna za formiranje gejzira dolazi iz magme. Činjenica da gejzire treba grijati mnogo više nego normalno nalazi u blizini Zemljine površine je razlog da su povezane s vulkanima ili vulkanskim područjima.

### Erupcije
Površinska voda postupno prodire kroz Zemlju dok ne dođe do stijena grijanih magmom. Zatim se geotermalno grijana voda pretvara u paru i nastaje jak pritisak (povišeni tlak) te dolazi do podizanja kipuće vode/pare kroz pukotine na površinu. Iz raznih razloga erupcije gejzira mogu nestati ili se promijeniti. Neki su izbacivali vodu u visinu do 500 metara, iako taj postotak čini manji broj gejzira.

### Upotreba i princip rada
Prva geotermalna elektrana izgrađena je davne 2004. godine u Italiji, u mjestu Landerello, davne 1904. godine, a nakon toga izgrađena je i geotermalna elektrana u Wairekei, na Novom Zelandu. Najveći geotermalni sustav koji služi za centralno grijanje nalazi se na Islandu, odnosno u njegovom glavnom gradu Reykjaviku u kojem gotovo sve zgrade koriste toplinu geotermalne energije, te se čak 89 % islandskih kućanstava grije na taj način. Većina elektrana treba paru za proizvodnju električne energije. Para vrti turbinu koja aktivira generator, koji proizvodi struju. Mnoge elektrane i dalje koriste fosilna goriva za stvaranje pare. Geotermalne elektrane, međutim, koriste paru iz rezervoara vruće vode pronađene duboko ispod površine Zemlje. O vrsti geotermalnog ležišta ovisi izbor tehnologije za proizvodnju električne energije. Temperatura geotermalnog fluida osnovna je odrednica:
| Temperatura ležišta                           | Fluid u ležištu | Primjena                                            | Tehnologija |
| --------------------------------------------- | --------------- | --------------------------------------------------- | --- |
| >220 oC (visoko temperaturna ležišta)         | Voda ili para   | Proizvodnja električne energije                     | Parna turbina (engl. Flash Steam); Kombinirani ciklus (parna turbina i binarni proces); Izravno korištenje fluida; Izmjenjivač topline; Toplinska crpka |
| 100 oC - 220 oC (srednja temperatura ležišta) | Voda            | Proizvodnja električne energije; izravno korištenje | Binarni proces; izravno korištenje fluida; Izmjenjivač topline; Toplinska crpka                                                                         |
| 50 oC -150 oC (niska temperatura ležišta)     | Voda            | Izravno korištenje                                  | Izravno korištenje fluida; Izmjenjivač topline; Toplinska crpka                                                                                         |